# Produktmanagement
Produktmanagement ist in Unternehmen eine Funktion, die sich mit der Planung, Steuerung und Kontrolle von Produkten und/oder Dienstleistungen während des Produktlebenszyklus von der Marktreife bis hin zur Produkteliminierung aus dem Markt befasst.

## Allgemeines
Der Vertrieb von Produkten und Dienstleistungen ist der hauptsächliche Betriebszweck und die bedeutendste Gewinnquelle. Deshalb muss eine Organisationseinheit oder Stelle mit der Aufgabe betraut werden, sich mit den zu vermarktenden Produkten/Dienstleistungen zu befassen. Unternehmen teilen ihr gesamtes Produktprogramm (Industrie) oder Sortiment (Handel) in einzelne Produkte und/oder Produktgruppen oder Dienstleistungen auf und können diese dann einzelnen Produktmanagern zuordnen. Die Zuordnung von einzelnen Produkten zu Stellen führt zur Funktion der Produktmanager.
Unter Produktmanagement versteht man die Koordination und Überwachung eines Produkts über seinen gesamten Lebenszyklus hinweg, also von der Konzeption über die Produktentwicklung bis hin zum Markteintritt, dem Marketing und auch dem Marktaustritt durch Produkteliminierung. Ziel ist es, nutzenstiftende Lösungen zur Befriedigung von Kundenbedürfnissen anzubieten.

## Aufgaben
Dem Produktmanagement kommen mindestens drei Aufgaben zu, und zwar die Produktanalyse, das Produktkonzept und die Produktoptimierung. Die in der Produktion hergestellten Produkte/Dienstleistungen werden im Rahmen der Produktanalyse zunächst auf Stärken und Schwachstellen (Produktrisiken) untersucht, wobei zuvor eine etwaige Fehlproduktion durch die Qualitätskontrolle auffallen muss. Es folgt eine Konzeptionsphase, die insbesondere bei Neuprodukten erforderlich ist und mögliche Produktrisiken ermittelt. Schließlich besteht die Aufgabe in der Optimierung, also dem kundenindividuellen Zuschnitt der Produkte, sofern es sich nicht um standardisierte Massenprodukte handelt. Damit trägt das Produktmanagement entscheidend zur Produktqualität und Kundenzufriedenheit bei.
Kontinuierlich sammelt das Produktmanagement Informationen auch über Konkurrenzprodukte und sorgt für die Umsetzung von Produkt- oder Finanzinnovationen. Es hat Produkte/Dienstleistungen durch Prozessierung unter Berücksichtigung der Kundenerwartungen marktreif mitzugestalten und Produktrisiken auszuschließen. Dabei gehören auch die Dokumentation und eine etwaige Vertragsgestaltung zu den Aufgaben des Produktmanagements. Hierbei ergeben sich im Rahmen der Funktionstrennung auch Schnittstellen zu anderen Bereichen (etwa Marketing, Kundenbetreuung).
Mit fortschreitender Marktentwicklung ist damit zu rechnen, dass sich die Kundenerwartungen an die angebotenen Leistungen und damit auch die Wettbewerbsrelevanz einzelner Leistungsmerkmale ändern. Daraus resultiert die Notwendigkeit, diese Änderungen stets zu analysieren und zu dokumentieren.

## Organisationsfragen
Das Produktmanagement kann als Matrixorganisation, Stabsstelle oder Linienorganisation organisiert werden. Das Matrix-Produktmanagement ist mit Weisungsbefugnissen gegenüber Funktionsbereichen ausgestattet, bei einer Stabsstelle gibt es anstelle von Weisungsbefugnissen lediglich beratende, informatorische oder vorbereitende Funktionen. Bei letzterer ist das Produktmanagement als Stabsstelle direkt der Unternehmensführung oder Marketing- oder Vertriebsleitung unterstellt. Innerhalb der Linienorganisation wird es durch Linienstellen wahrgenommen. Das ist vor allem in Unternehmen mit sehr heterogenen Produktgruppen von Vorteil. Hierbei sind unterschiedliche Produkt- und Marktkenntnisse erforderlich. Alle aufgezählten Organisationsformen haben ihre jeweiligen Vor- und Nachteile. In der Praxis sollte die Wahl der Organisationsform von der gesamten Unternehmensstruktur, dem Führungsstil, sowie von den Produkten, Zielgruppen und Vertriebswegen abhängig gemacht werden.

## Vorteile eines Produktmanagements
Ein gut umgesetztes Produktmanagement verhilft zu mehr und qualitativ besserem Wissen über das Produkt, technologische Veränderungen und den entsprechenden Markt: Wettbewerber und Kunden. Dies ermöglicht fundierte produkt- und marktbezogene Entscheidungen, und aufgrund kürzerer Entscheidungswege kann das Unternehmen schneller auf Marktentwicklungen reagieren. Die entsprechenden produktbezogenen Maßnahmen können schneller umgesetzt und besser koordiniert werden. Außerdem erhält die Geschäftsleitung sowie die Marketing- bzw. Vertriebsleitung Unterstützung vom Produktmanagement. Ein weiterer Vorteil besteht darin, dass der Produktmanager seinen Blick im Gegensatz zum Vertrieb nicht auf den Umsatz, sondern auf den Ertrag richtet. Somit gibt es im Unternehmen eine treibende Kraft, die die Erhöhung der Produkt-Deckungsbeiträge anstrebt.

## Rolle des Produktmanagers

### Selbstverständnis
Der Produktmanager trägt die unternehmerische Verantwortung für seine Produkte, folglich kann er auch als CEO des Produktes bezeichnet werden. Damit besteht der Anspruch, dass der Produktmanager der Produkt-Markt-Experte auf seinem Gebiet ist, d. h. die Person im Unternehmen ist, die ihre Produkte und die entsprechenden Märkte am besten kennt. Er hat das Ziel, seine Produkte zum Erfolg zu führen.

### Aufgaben und Verantwortung
Beispiele für die Aufgaben eines Produktmanagers sind: Markt- und Wettbewerbsanalysen durchführen, Produkt- und produktspezifische Dienstleistungsverbesserungen anstoßen, Anforderungsprofile (Lastenhefte) für neue Produkte und produktspezifische Dienstleistungen formulieren, bei der Pflichtenhefterstellung mitwirken, Markteinführungskonzepte erstellen und umsetzen, den Vertrieb unterstützen und schulen sowie Außendienstmitarbeiter bei Kundenbesuchen begleiten.
Der Produktmanager ist sowohl für die Entwicklung der Produktstrategie als auch für die Planung, Umsetzung und Koordination der daraus abgeleiteten Maßnahmen und für die permanente und abschließende Kontrolle verantwortlich. Ihm obliegt die Aufgabe, seine Produkte abteilungsübergreifend zu managen.
Dabei bewegt sich der Produktmanager im Spannungsfeld zwischen weitreichender Verantwortung und fehlender Weisungsbefugnis. Für den Umgang mit dieser Herausforderung benötigt der Produktmanager Kommunikationskompetenz, Motivations- und Begeisterungsfähigkeit.

## Produktmanagement in Unternehmen

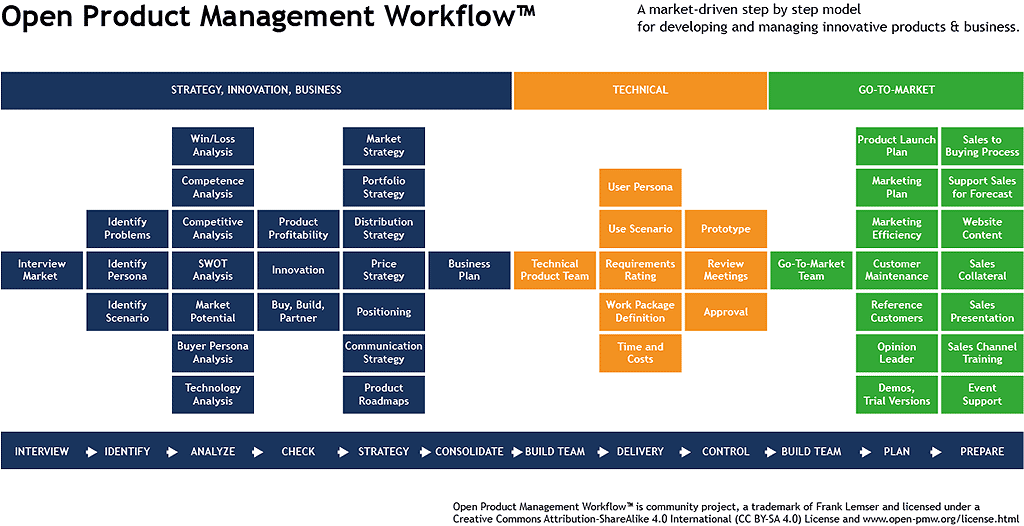
Der Open Product Management Workflow™ (OPMW) - visuelle Darstellung der Aufgaben und Arbeitsschritte des Produktmanagements

Das Produktmanagement wird typischerweise in drei Bereiche unterschieden: Strategisches Produktmanagement, Technisches Produktmanagement und Go-To-Market, was im Modell des Open Product Management Workflow veranschaulicht wird. Neben der Dreiteilung zeigt dieser auf, welche Aufgaben und Schritte im Laufe eines Produktzyklus vom Produktmanagement zu erledigen sind um ein innovatives und profitables Produkt herzustellen.

### Strategisches Produktmanagement
Das strategische Produktmanagement umfasst alle strategischen Aspekte und Aufgaben, die erforderlich sind, um ein bestehendes oder zukünftiges Produkt erfolgreich(er) zu machen. Dazu gehören u. a. die Informations-Analyse, die Erarbeitung eines Konzeptes sowie Koordinierungs- & Optimierungsmaßnahmen. Im technischen Produktmanagement gibt es dafür eine ähnliche Vorgehensweise:

#### Marktanalyse
In der Marktanalyse werden bestehende Marktprobleme und -trends identifiziert.
Für die Bestimmung von Marktproblemen hat sich das Führen von Interviews mit Kunden sowie Potenziellen etabliert (Reports), wobei gezielt nach vorhandenen Problemen gefragt wird. Markttrends werden durch die Analyse von Studien oder mit Hilfe von Marktforschung bestimmt. Zu beachten ist, dass die Ergebnisse mit Hilfe von größeren & regelmäßigen Umfragen überprüft werden und sich ein Marktproblem nur auf eine Persona („Stereotyp für eine Gruppe von Menschen mit konkret ausgeprägten Eigenschaften und konkretem Verhalten“) bei einem bestimmten Szenario bezieht. Handelt es sich um mehrere Produkte/Märkte, können diese nach Kriterien wie Marktsegmente, Produktsegmente, Funktionen, Technologien oder Regionen strukturiert und später beispielsweise in einer Produkt-Markt-Matrix veranschaulicht werden. Der Marktsegmentierung gilt dabei besonderer Bedeutung; das strategische Produktmanagement konzentriert sich auf die Zielsegmente, die das größte Marktpotenzial beinhalten und die niedrigsten Kosten benötigen.

#### Unternehmensanalyse
Sowohl für die zukünftige Marktmessage als auch für verbesserte Kommunikation mit den Kunden, ist es wichtig, die Attribute & Mehrwerte zu ermitteln, welche das Unternehmen langfristig vom Wettbewerb differenzieren: „Wer eine Sache am besten kann, sollte das eine tun, was er kann“. Eine Kompetenzanalyse bildet die Grundlage dafür. Für weitere Klarheit kann eine Wettbewerbsanalyse und eine SWOT-Analyse sorgen. Während die Wettbewerbsanalyse Lücken u. a. bei den Punkten Portfolio, Preismodell, Marktmessage und Kommunikationsanalyse aufzeigt, ermittelt die SWOT-Analyse die Stellung des Unternehmens in einem bestimmten Markt. Zudem kann die Analyse aufzeigen, welche Möglichkeiten zur Weiterentwicklung und Schwierigkeiten bei der Umsetzung bestehen.

#### Zielfestlegung und Produktstrategie
Wurde die strategische Ausgangssituation des Marktes bzw. Unternehmens hinreichend analysiert, sind Ziele festzulegen und eine Produktstrategie zu entwickeln. Bei der Operationalisierung der Ziele ist auf die vier Dimensionen Zielinhalt (Was soll erreicht werden?), Zielausmaß (Wie viel soll erreicht werden?), Zeitbezug (Wann soll das Ziel erreicht werden?) sowie Geltungsbereich (Für welchen Bereich soll das Ziel gelten?) zu achten. Voraussetzung für die Dimension des Geltungsbereiches ist die Abgrenzung des Marktes in anbieterbezogene, produktbezogene und nachfragebezogene Marktabgrenzung zur vereinfachten Analyse der Beziehungen zwischen Anbietern, Gütern und Nachfragern. Außerdem sind Abhängigkeiten und Beziehungen zwischen den Zielen zu beachten wie Zielkomplementarität oder Zielkonflikt. Um die Produktstrategie festzulegen, sind mehrere einzelne Strategieelemente zu kombinieren: Portfoliostrategien, Marktsegmentstrategien, Produkt-Markt-Abdeckungsstrategien, Produkt-Markt-Wachstumsstrategien, Preis-/Leistungsstrategie sowie andere; bei der Visualisierung hilft ein strategischer Baukasten.
Zusätzlich kann mit Hilfe des Marketing-Mix (Product, Price, Placement, Promotion) eine Beziehung zwischen den Faktoren Produkt, Preis, Vertriebskanal und Kommunikation hergestellt werden, wobei sich auch der Detaillierungsgrad der Produktstrategie erhöht.

#### Wirtschaftlichkeitsanalyse
Im Rahmen der Wirtschaftlichkeitsanalyse soll festgestellt werden, ob eine Neuproduktidee unter wirtschaftlichen Aspekten weiterverfolgt werden soll. Dies schließt eine Vorkalkulation, Umsatzschätzung, Kostenschätzung und Marktanteilsprognose mit ein. Auch die Investitionsrechnung kann durch ein statisches Verfahren (Break-Even-Analyse, Kostenvergleichsrechnung, Rentabilitätsrechnung, Amortisationsrechnung) oder dynamisches Verfahren (Kapitalwertmethode, interne Zinsfußmethode, Annuitätenmethode) zur Bewertung beitragen.

#### Innovation und Ideengenerierung
Für das Produktmanagement stellt Innovation den Ausgangspunkt aller Marketingaktivitäten dar: „Erst wenn du das Problem kennst, kannst du über das Problem nachdenken und eine Idee für dessen Lösung entwickeln. Und wenn dieses Problem noch niemand gelöst hat, ist die Lösung automatisch eine Innovation.“. Dabei kann sich Innovation auf verschiedene Bereiche wie Vertriebskanäle oder die Kombination mehrerer Produkte beziehen. Im Ideenmanagement werden Ideen aus internen sowie externen Quellen gesammelt, später selektiert und bewertet; hier findet es Anwendung bei der Lösung von Produktproblemen.

#### Businessplan
Der Businessplan sammelt die Ergebnisse aus dem vorher durchgeführten Workflow und ist unternehmensspezifisch. Er beinhaltet Produktmarktanalysen, Produktmarkstrategien, Maßnahmen und betriebswirtschaftliche Kenngrößen; ergänzt wird er durch Detailaspekte aus funktionalen Bereichen wie Vertrieb, Marketing etc. Außerdem dient er als Basis für das technische Produktmanagement und Go-To-Market.

### Technisches Produktmanagement
Das technische Produktmanagement umfasst alle Aspekte und Aufgaben, die nötig sind um ein funktionsfähiges physisches Neuprodukt zu konzipieren. Dazu gibt es wie im strategischen Produktmanagement ein Vorgehen:

#### Anforderungsbewertung/Requirements Rating
Zu Beginn müssen die Anforderungen aus dem strategischen Produktmanagement bewertet werden, diese bestehen aus den Teilen Problem, Persona und Szenario; in der Praxis werden dafür die Informationen auf sog. „Story-Cards“ geschrieben. Mithilfe eines Bewertungsschemas mit den Kriterien Wichtigkeit, Anzahl Reports und Priorität lassen sich die Anforderungen gewichten sowie priorisieren. Die Wichtigkeit basiert auf den verschiedenen Kundenarten bei folgender abnehmender Reihenfolge: Evaluierender Kunde, potenzieller Kunde, Bestandskunde. Die Priorität lässt sich berechnen, indem Wichtigkeit und die Anzahl an Reports miteinander multipliziert werden. Bei Bedarf kann das Schema um zusätzliche Informationen wie z. B. Kosten, Benutzbarkeit oder Zeitaufwand ergänzt werden.

#### Produktentwicklung
Sind die Anforderungen hinreichend priorisiert, lassen sich diese in Arbeitspakete bündeln und in eine Reihenfolge bringen; dazu werden die jeweiligen Prioritäten summiert und eine Gesamtpriorität für ein Arbeitspaket berechnet. Für die Produktentwicklung sind dann der Zeitaufwand sowie die Kosten abzuschätzen, welche die Arbeitspakete benötigen. Hilfreich für die Abschätzung kann sein, die Arbeitsteilnehmer ihr eigenes Vertrauen einstufen zu lassen und die Schwierigkeit der Arbeitspakete zu bewerten. Anschließend widmen sich Ingenieure der Lösung der Arbeitspakete, wobei sie in regelmäßigen Statustreffen dem gesamten Team Informationen über ihren aktuellen Status geben und der Zeitplan durch mögliche Verzögerungen modifiziert wird. Um eine Produktlösung auf ihre Funktionalität zu überprüfen oder das Risiko von Fehlentwicklungen zu senken, eignet sich die Erstellung eines Pretotypes und eines Prototypes. Der Gedanke des Pretotypes ist, dass sich der Ingenieur fragen muss, ob er das Produkt selbst benutzen würde; erst wenn die Antwort darauf positiv ist, folgt der weitere Produktentwicklungsprozess. Ein Prototyp ist zeitlich fortgeschrittener einzuordnen: „Unter Prototyp versteht man ein erstmals hergestelltes neues Produkt, mit dem praktische Erprobungen und Weiterentwicklungen durchgeführt werden, um die Funktionsfähigkeit technischer Lösungen nachzuweisen und vorhandene Mängel zu beseitigen.“. Des Weiteren kann der Prototyp mit potenziellen Kunden konfrontiert und mögliche Verbesserungsvorschläge durch Befragungen mitaufgenommen werden, auf der anderen Seite bedeuten sie für ein Unternehmen sowohl Kosten als auch Zeit. Bis zum fertigen Produkt folgen weitere Tests mit potenziellen Kunden zur Überprüfung der Akzeptanz; man unterscheidet dabei zwischen mehreren Testphasen: Konzepttests, partiale Produkttests (z. B. Namens- oder Geschmackstest), ganzheitliche Produkttests, weitere Testmarktverfahren.
Wurde ein Produkt nun hinreichend entwickelt sowie getestet, wird im letzten Statustreffen nochmal geprüft, ob das fertige Produkt alle Anforderungen erfüllt und es kommt schließlich zur Freigabe (Approval).

### Go-To-Market
Der Go-To-Market umfasst die Planung der Maßnahmen für einen erfolgreichen und koordinierten Markteintritt. Dies umfasst Beschreibungen der anvisierten Zielgruppen und ihrer Käuferpersonas, die zugehörigen Botschaften zum Produktnutzen und Anwendungsfällen, sowie Beschreibungen der zu nutzenden Marketing- und Vertriebskanäle und Kommunikationsmaßnahmen. Das Ziel der Markteintrittsplanung ist es, die Aufmerksamkeit und Interesse der Zielgruppen zu wecken und die Produkt- und Nutzenbotschaften wirksam zu kommunizieren. Hierzu stellt das Produktmanagement ein interdisziplinäres Team bestehend aus Marketing, Vertriebsrollen, Operations ggf. weiteren notwendigen Bereichen zusammen, mit dem Ziel die Inhalte des Marketing-Mixes abzustimmen, und die Umsetzung vor dem Produktlaunch zeitlich zu koordinieren.